# اسپنسر (تنسی)
اسپنسر(به انگلیسی: Spencer) شهری در ایالت تنسی کشور ایالات متحده آمریکا است که جمعیت آن در سرشماری سال ۲۰۱۰ میلادی، ۱٬۶۰۱ نفر بوده‌است.